# Bairbre Dowling
Pour les articles homonymes, voir Dowling.
Bairbre Dowling, née Barbara Patricia Dowling le 27 mars 1953 à Dublin, et décédée le 20 janvier 2016 à Manhattan, est une actrice irlando-américane, fille de l'acteur Irlando-américain Vincent Dowling, et de l'actrice irlandaise Brenda Doyle.
Elle a été mariée à l'acteur Colm Meaney de 1977 à 1994, de qui elle a eu une fille, Brenda, née en 1989.
En dépit de son jeu stylé, elle est apparue dans relativement peu de téléfilms et de films. Son rôle le plus récent est celui d'une religieuse, en 2003, dans la série américaine Preuve à l'appui.

## Filmographie
- 1974 : Zardoz de John Boorman
- 1987 : Gens de Dublin (The Dead) de John Huston
- 1994 : La Guerre des boutons, ça recommence (War of the Buttons) de John Roberts
- 1997 : Changing Habits de Lynn Roth